# Route 368 (Nouvelle-Écosse)
Pour les articles homonymes, voir Route 368.
La route 368 est une route secondaire de la Nouvelle-Écosse d'orientation sud-nord, située dans le nord-ouest de la province, dans le comté de Cumberland. Elle est une route faiblement empruntée, reliant les routes 4 et 6. De plus, elle mesure 17 kilomètres, et est une route asphaltée sur l'entièreté de son tracé, entre Mahoneys Corner et Head of Wallace Bay.

## Tracé
La route 368 débute à Mahoneys Corner, sur la route 4. Elle commence par se diriger vers le nord pendant 4 kilomètres, jusqu'à Streets Ridge, où elle croise la route 204, et tourne vers le nord-est pour 6 kilomètres. À Middleboro, elle tourne à nouveau vers le nord pour 7 kilomètres, pour rejoindre Head of Wallace Bay, où elle se termine sur une intersection en T avec la route 6.

## Histoire
La section de la route 368 entre les routes 4 et 204, soit Mahoneys Corner et Streets Ridge, faisait autrefois partie de la route 4, qui était la route principale de la région.

## Intersections principales
| Route 368           |                     |    |                                     |                          |
| Comté               | Location            | km | Intersection/Destinations           | Notes                    |
| Comté de Cumberland | Mahoneys Corner     | 0  | R-4, vers R-104, Amherst, Wentworth | extrémité sud de la 368  |
| Comté de Cumberland | Streets Ridge       | 4  | R-204 ouest, Oxford, Amherst        |                          |
| Comté de Cumberland | Head of Wallace Bay | 17 | R-6, Tatamagouche, Pugwash, Amherst | extrémité nord de la 368 |

## Communautés traversées
1. Mahoneys Corner
2. Streets Ridge
3. South Middleboro
4. Middleboro
5. North Middleboro
6. Fountain Road
7. Head of Wallace Bay